# 東ダルフール州
東ダルフール州（ひがしダルフールしゅう、アラビア語: ولاية شرق دارفور Wilāyat Šarq Dārfūr、英語: East Darfur State）は、スーダンのダルフール地方の州。
州都はダイーン。
面積は約5.5万km2、2018年の推計人口は約159万人。

## 設立まで
2012年1月に、ダルフール紛争の和平交渉の結果南ダルフール州から分離した。

## 地理
北から時計回りに
- 北ダルフール州
- 西コルドファン州
- 南スーダン
- 南ダルフール州

に接する。